# سيدهارث راي
سيدهارث راي هو ممثل هندي، ولد في 9 سبتمبر 1963، وتوفي في 16 مارس 2004.

## أعمال

### أفلام
- (1993) بازيجار

## وصلات خارجية
- سيدهارث راي على موقع IMDb (الإنجليزية)
- سيدهارث راي على موقع قاعدة بيانات الفيلم (الإنجليزية)